# Região de Kivalliq
A Região de Kivalliq é uma região administrativa de Nunavut, Canadá. Consiste na porção continental oeste a Baía de Hudson juntamente com a ilha de Southampton e a ilha Coats. A sede da região é Rankin Inlet (pop. 2358 habitantes).
Antes de 1999, a região pertencia aos Territórios do Noroeste. É conhecida também por Região de Keewatin.

## Comunidades/Povoados
- Arviat
- Baker Lake
- Chesterfield Inlet
- Coral Harbour
- Rankin Inlet
- Repulse Bay
- Whale Cove

## Áreas protegidas
- Arvia'juaq National Historic Site
- East Bay Bird Sanctuary
- Fall Caribou Crossing National Historic Site
- Harry Gibbons Bird Sanctuary
- Ijiraliq Territorial Park
- Inuujarvik Territorial Park
- McConnell River Migratory Bird Sanctuary
- Thelon Wildlife Sanctuary

## Demografia
- População: 8.348 habitantes
- Crescimento populacional (2001-2006): + 10,5%
- Residências Privadas: 2.398
- Área: 445.109,37 km2.
- Densidade populacional: 0,019 hab/km2.